# Скит Светог Ђорђа
Скит Светог Ђорђа је археолошки локалитет у Рачи, у клисури реке Раче (заселак Мала Ријека), на око два километра западно од Манастира Рача, на планини Тари, у оквиру НП Тара. Обухвата три објекта и невелико гробље у простору око највеће грађевине, која се по предању сматра центром преписивачке делатности у овим крајевима (од 16. века до разарања Манастира Рача након Великог турског рата 1688. године).

## Археолошка истраживања
Године 2006. археолошки је истражена унутрашњост једне грађевине и мали простор око ње са два гроба, као и два мања објекта западније. Лица зидова највеће зграде зидана су од притесаног камена, са трпанцем од ломљеног камена заливеног кречним малтером између њих. Комади непечене земље у рушевинском слоју, изнад нивоа пода, указују на то да је у градњи коришћен и ћерпич, док су сводови и допрозорници грађени сигом. Објекат је правоугаоног облика, димензија 15x8,2m, са тремом са северне стране и улазом на северозападној страни. Имао је пет просторија, од којих је само једна имала подно поплочање од опека, а остале под од набијене црвене глиновите земље. Из уже просторије, ходника, улазило се у остале одаје. На зиду између друге две просторије, с једне стране је пронађено ложиште, а са друге стране остаци каљеве пећи од које су очувани бројни лончићи-печњаци карактеристични за период 16—18. век. Објекат је имао и подрум испод нивоа пода горњих просторија, једним делом укопан у стену. 
Констатована су два културна слоја изнад стерилног слоја здравице. Горњи слој шута садржао је мало уломака грнчарије, док је доњи, формиран над подом, уз концетрацију грађевинског шута, садржао бројнији покретан археолошки материјал (грнчарија, животињске кости, већа количина гвоздених клинова, кланфе, шарке, коштане оплате и др.). Истраживања су показала да није реч о сакралном објекту, већ о објекту стамбеног карактера, са материјалом који потиче из 17. или 18. века. Ипак, сполије попут правилних тесаника и мермерне оплате у зиду једне од просторија могле би да указују на постојање и старије грађевине. 
Два гроба укопана непосредно уз југозападни део објекта део су некрополе која се простире источно, јужно и западно од њега. Имала су правоугаону надгробну конструкцију, као и остали неистражени гробови, сачињену од наслаганог притесаног камена. Правилне су оријентације, са налазима украсних делова ношње који их датују у 19. век или 20. век. Коришћење камена са грађевине у функцији надгорбних обележја сведочи да је и најстарије језгро некрополе непосредно око објекта млађе од грађевине, док периферне делове са источне и западне стране заузимају најмлађи гробови из средине прошлог века. 
Западно од локалитета, на 60 метара удаљености, истражен је у целости један објекат изграђен у сухозиду, димензија 7,7x4,4m, укопан источним делом у стену. Неколико клинова и уломака грнчарије једини су налази из слоја формираног над подом од набоја који не дају никакве индиције за датовање и намену објекта. Делимично истражен други објекат лошије очуваности је незнатно мањи, исте је конструкције и без налаза.